# Ван Праг, Лайонел
Лайонел Морис ван Праг (англ. Lionel Maurice van Praag, 17 декабря 1908, Редферн, Сидней, Австралия — 15 мая 1987, Брисбен, Австралия) — австралийский мотогонщик, первый в истории чемпион мира по спидвею.
В годы Второй мировой войны служил в Королевских военно-воздушных силах Австралии. За мужество, проявленное во время одного из вылетов, награждён медалью Георга.

## Биография

### Личная жизнь
Родился 17 декабря 1908 года в пригороде Сиднея Редферн. Был единственным ребёнком в семье трамвайного кондуктора Луиса ван Прага, коренного сиднейца, и его жены Мозель Май ван Праг, в девичестве Исаакс, переехавшей в Австралию из Британской Индии. Отец имел нидерландские корни, мать — еврейские.
Окончил среднюю школу, затем — техническое училище. Имел репутацию способного ученика и разносторонне развитого спортсмена, хорошо разбирался в технике. После окончания училища некоторое время работал в мастерской по ремонту печатных машинок.
Отличался темпераментным, вспыльчивым характером. С юных лет стал заядлым курильщиком, но совершенно не употреблял алкоголь. Имея рост 175 сантиметров, был выше большинства своих соперников по гонкам.
Был дважды женат. Первый раз — на Элизабет Маргарет Перл Косгроув, которая работала токарем: с ней ван Праг вступил в брак в феврале 1929 года и развелся в апреле 1937 года. Второй — на Гвендолин Ирис Хипкин, портнихе, на которой женился в 1938 году и с которой прожил до конца жизни. В первом браке имел дочь, во втором — дочь и двух сыновей.

### Спортивная карьера
Начал заниматься спидвеем в 1926 году.
В 1931—1939 годах выступал в спидвее за лондонский «Уэмбли Лайонс», в 1947 году — за лондский «Нью-Кросс Рейнджерс». В составе команд в 1932 году выиграл чемпионат Великобритании, в 1931—1932 годах — Национальный трофей, в 1931 году — чемпионат Южной Британии. Трижды был обладателем Кубка Лондона (1932—1933, 1947). Также выступал за сборную Австралии в матчевых встречах с Англией.
В индивидуальных соревнованиях в 1941 году стал чемпионом австралийского штата Новый Южный Уэльс, в 1947 году — чемпионом штата Виктория.
В 1936 году завоевал золотую медаль на первом в истории чемпионате мира по спидвею, который проводился в Лондоне. После полуфинала ван Праг занимал 2-е место с 12 очками, уступая британцу Эрику Лэнгтону. Однако в финале ван Праг набрал 14 очков, а Лэнгтон — 13. Решающим стал последний заезд, в котором австралиец обошёл соперника менее чем на диаметр колеса. Впоследствии возникали неподтверждённые версии, что ван Праг и Лэнгтон договорились, что гонку выиграет тот, кто первым выйдет на последний поворот, а призовой фонд они поделят — в результате австралиец якобы отдал 50 фунтов стерлингов за нарушение договорённости.
Ван Праг ещё дважды выступал в финалах чемпионата мира. В 1937 году он занял 7-е место, в 1938 году — 4-е.
В 1933 году снялся в британском фильме «Деньги за скорость», посвящённом спидвею.
Завершил карьеру в 1950 году.

### Вторая мировая война
В августе 1941 года поступил на военную службу. Благодаря навыкам управления самолетом, полученным ещё в 1931 году, был зачислен в Королевские военно-воздушные силы Австралии. После окончания лётного училища в городке Паркс под Сиднеем с присвоением звания сержанта получил назначение на позицию второго пилота в составе экипажа одного из самолётов Douglas DC-2, переделанных под военно-транспортные нужды. Участвовал в вылетах в ходе боевых действий сил ABDA против японцев, вторгшихся в Нидерландскую Ост-Индию.
26 января 1942 года его самолет, который направлялся из Сурабаи в Купанг для дозаправки и последующего возвращения в австралийский Дарвин, был атакован двумя японскими палубными истребителями Mitsubishi A6M Zero над проливом Сумба. Двое из четверых членов экипажа, включая ван Прага, получили ранения, однако лётчикам удалось посадить серьёзно повреждённую машину на воду и, пока она держалась на плаву, выбраться наружу в спасательных жилетах. За 30 часов, преодолев расстояние около 25 миль, они смогли добраться вплавь до острова Сумба. Значительную часть этого времени ван Праг буксировал потерявшего сознание тяжело раненого товарища — капрала Фреда Мейсона, периодически отстреливаясь от акул, нападавших на пловцов. После того, как в ходе одного из таких нападений спасательный жилет Мейсона оказался случайно прострелен, ван Праг продолжал поддерживать его на плаву с помощью пустой канистры из-под авиационного керосина. На берегу лётчики были обнаружены туземцами и четверо суток спустя доставлены в расположение голландской колониальной администрации, которая обеспечила лечение австралийцев и их переправку в Дарвин.
Уже весной 1942 года ван Праг вернулся в строй и продолжал боевые вылеты. 1 мая 1942 года за мужество, проявленное в проливе Сумба, он и командир экипажа Ноэл Вебстер были удостоены медали Георга. В октябре 1944 года ван Праг получил звание лейтенанта в котором служил до демобилизации в июле 1945 года.

### Послевоенный период
После ухода из спорта продолжил лётную карьеру. В феврале 1951 года стал заниматься перевозкой британских и австралийских спидвеистов и их оборудования между трассами Австралии.
В 1961 году, выполняя грузовой рейс, самолёт ван Прага потерпел крушение в Вуллонгонге, однако экипаж избежал травм.
В течение года летал на самолётах пакистанской авиакомпании, а около 1962 года стал лётчиком компании Adastra.
В 1968 году поселился на собственном острове Темпл-Айленд.
Умер 15 мая 1987 года в Королевской больнице австралийского города Брисбен от эмфиземы.

## Увековечение
12 декабря 1990 года введён в Зал спортивной славы Австралии.
21 июля 2000 года улицу в Австралийской столичной территории назвали именем ван Прага.
В 2008 году введён в Зал славы австралийского спидвея.